# Masters de Cincinnati 2011
El 2011 Cincinnati Masters es un torneo de tenis que se jugó del 13 de agosto al 21 de agosto de 2011 sobre pista dura. Es la edición número 110 del llamado Masters de Cincinnati. Toma lugar en Lindner Family Tennis Center en Cincinnati, Estados Unidos.

## Campeones

### Individuales masculinos
Andy Murray vence a  Novak Djokovic por 6–4, 3–0 y retiro.

### Dobles masculinos
Mahesh Bhupathi /  Leander Paes vencen a  Michael Llodra /  Nenad Zimonjic por 7-6(4) y 7-6(2).

### Individuales femeninos
María Sharápova vence a  Jelena Jankovic por 4-6, 7-6(3) y 6-3.

### Dobles femeninos
Vania King /  Yaroslava Shvedova vencen a  Natalie Grandin /  Vladimíra Uhlířová por 6-4, 3-6 y [11-9].
| Predecesor: Cincinnati 2010        | Masters de Cincinnati 2011       | Sucesor: Cincinnati 2012          |
| Predecesor: Masters de Canadá 2011 | ATP World Tour Masters 1000 2011 | Sucesor: Masters de Shanghái 2011 |